# UNICEF Goodwill-ambassadører
Dette er en liste med UNICEF Goodwill Ambassadører.

## Tidligere ambassadører
- Richard Attenborough (Udnævnt 1987, død 2014)
- Harry Belafonte (Udnævnt 1987, død 2023)
- Audrey Hepburn (Udnævnt 1988, død 1993)
- Danny Kaye (Udnævnt 1954, død 1987)
- Roger Moore (Udnævnt 1991, død 2017)
- Peter Ustinov (Udnævnt 1969, død 2004)

## Internationale ambassadører
- Emmanuelle Beart
- David Beckham
- Jackie Chan
- Judy Collins
- Mia Farrow
- Whoopi Goldberg
- Angélique Kidjo
- Johann Olav Koss
- Tetsuko Kuroyanagi
- Femi Kuti
- Leon Lai
- Lang Lang
- Jessica Lange
- Ricky Martin
- Nana Mouskouri
- Youssou N'Dour
- Vanessa Redgravecc
- Sebastião Salgado
- Susan Sarandon
- Shakira
- Vendela Thommessen
- Maxim Vengerov

## Regionale ambassadører
- Mahmoud Kabil (Egypten)
- Mercedes Sosa (Argentina)
- Anatoly Karpov (Rusland)
- Milena Zupancic (Slovenien)

## Nationale ambassadører

### Argentina
- Julián Weich (2000)

### Armenien
- Charles Aznavour (2003)

### Australien
- John Doyle
- Jimmy Barnes (2004)
- Nicole Kidman (1994)
- Gretel Killeen (2002)
- Norman Swan (2003)
- Anna Volska
- John Bell
- Yvonne Kenny (2003)
- Greig Pickhaver
- Marcus Einfeld
- Layne Beachley (2004)
- Geoffrey Rush
- Ken Done (1988)
- Cate Blanchett (2004)

### Østrig
- Thomas Brezina (1996)
- Christiane Hörbiger (2003)

### Belgien
- Salvatore Adamo (1997)
- Dixie Dansercoer (2002)
- Frank De Winne (2003)
- Jean-Michel Folon (2003)
- Justine Henin (2009)
- Alain Hubert (2002)
- Helmut Lotti (1997)
- Khadja Nin (1998)
- Axelle Red(1998)

### Brasilien
- Renato Aragao (1991)
- Daniela Mercury (1995)

### Canada
- Beckie Scott (2002)
- Sally Armstrong
- Roch Voisine
- Lloyd Axworthy
- Don Harron
- Catherine McKinnon
- Albert Shultz
- Amy Sky
- Marc Jordan
- Sheree Fitch
- Charlotte Diamond
- Leslie Nielsen
- Veronica Tennant (1992)
- Sharon, Lois and Bram
- Andrea Martin

### Chile
- Iván Zamorano (1998)

### Colombia
- Margarita Rosa de Francisco (2000)

### Danmark
- Alexandra af Frederiksborg
- Kurt Flemming
- Bubber
- Sofie Østergaard
- Rasmus Brohave

### Elfenbenskysten
- Basile Boli (2000)

### Estland
- Eri Klas (1999)
- Erki Nool (1999)
- Maarja-Liis Ilus (1999)

### Etiopien
- Berhane Adere (2004)
- Kenenisa Bekele (2004)

### Filippinerne
- Gary Valenciano (1997)

### Finland
- Micke Rejstrom (1996)
- Jorma Uotinen
- Juha Laukkanen (1994)
- Anna Hanski (1993)
- Eija Vilpas(1993)
- TRIO TÖYKEAT (1993)
- Rainer Kaunisto
- Katri-Helena Kalaoja (1990)
- Pave Maijanen (1990)
- Eppu Nuotio (2002)
- Eija Ahvo (1986)
- Susanna Haavisto (1980)
- Arsi Harju (2003)

### Frankrig
- Patrick Poivre d'Arvor (2004)
- Yves Duteil
- Christophe Malavoy

### Grækenland
- Helene Glykatzi-Ahrweiler
- Antonis Samarakis (1989)

### Holland
- Monique van de Ven (1996)
- Paul van Vliet (1992)
- Sipke Bousema
- Rintje Ritsma
- Edwin Evers
- Trijntje Oosterhuis
- Jurgen Raymann

### Hong Kong(SAR)
- Kelly Chen
- Daniel Chan
- Charlie Yeung (2004)

### Indien
- Ravi Shastri (1996)
- Amitabh Bachhan

### Indonesien
- Christine Hakim (2004)
- Ferry Salim (2004)

### Irland
- Pierce Brosnan (2001)
- Gabriel Byrne (2004)
- Cathy Kelly (2005)
- Maxi
- Mike McCarthy
- Liam Neeson (1996)
- Samantha Mumba (2002)
- Stephen Rea (2005)

### Israel
- David Broza (1996)

### Italien
- Piccolo Coro dell' Antoniano
- Francesco Totti (2003)
- Amii Stewart (2001)
- Daniela Poggi (2001)
- Bianca Pitzorno (2001)
- Lino Banfi (2000)
- Leo Nucci (2000)
- Vincenzo La Scola (2000)
- Paolo Maldini
- Roberto Bolle (1999)
- Milly Carlucci (1996)
- Vigili del Fuoco (1989)
- Simona Marchini (1987)

### Japan
- Agnes Chan(1998)

### Kenya
- Effie Owour (1997)

### Kuwait
- Suad Abdullah (2002)

### Makedonien(FYR)
- Toše Proeski (2004)
- Rade Vrcakovski (2001)

### Marokko
- Naïma Elmecherqui
- Rajae Belemlih (2000)
- Nawal El Moutawakel (2000)
- Hicham El Guerrouj (2000)

### Mexico
- César Costa (2004)

### Mongoliet
- Tumur Ariuna (2001)
- Asashoryu Dagvador (2003)

### Namibia
- Frank Fredericks (2005)
- Agnes Samaria (2005)

### New Zealand
- Hayley Westenra (2003)

### Nigeria
- Nwankwo Kanu (2005)

### Norge
- Ole Gunnar Solskjær (2001)
- Gustav Lorentzen (1993)
- Sissel Kyrkjebø (2006)

### Oman
- Hamed Al-Wahaibi (2005)

### Panama
- Danilo Pérez (2005)

### Paraguay
- Gloria Criscioni (2005)

### Polen
- Andrzej Szcypiorski
- Katarzyna Frank-Niemczycka
- Piotr Fronczewski
- Wieslaw Ochman
- José Carreras
- Majka Jezowska

### Portugal
- Pedro Couceiro
- Luis Figo

### Rusland
- Alla Pugachova

### Schweiz
- James Galway
- Natascha Badmann

### Serbien
- Emir Kusturica
- Miloš ?uri?

### Slovakiet
- Kamila Magalova
- Peter Dvorsky
- Vaso Patejdl

### Slovenien
- Tone Pavèek
- Lado Leskovar
- Milena Zupanèiè
- Boris Cavazza
- Zlatko Zahovic
- Vita Mavric
- Marko Simeunovic

### Spanien
- Emilio Aragón
- Imanol Arias
- Pedro Delgado
- Joaquín Cortés
- Joan Manuel Serrat

### Storbritannien
- Kaye Adams (2005)
- Martin Bell (2001)
- Lord Bill Deedes (1998)
- Ralph Fiennes (2001)
- Sir Alex Ferguson (2002)
- Andrew O'Hagan (2001)
- Jemima Khan (2001)
- Elle Macpherson (2005)
- Manchester United F.C. (1999)
- Ewan McGregor (2004)
- James Nesbitt (2006)
- Trudie Styler (2004)
- Robbie Williams (2000)

### Sverige
- Lasse Berghagen
- Robyn
- Lill Lindfors

### Sydafrika
- Quinton Fortune

### Syd Korea
- Pum-Soo Sohn (1999)
- Si Won Ryu (1999)
- Mee-Hwa Kim (1999)
- Myung-Hwa Chung (1999)
- Dooly (1997)
- Byung-Ki Hwang (1996)
- Sung Ki Ahn (1993)
- Wan Suh Park (1993)

### Thailand
- Kathleeya McIntosh
- H.E. Anand Panyarachun

### Tjekkiet
- Jirina Jiraskova

### Tyskland
- Sabine Christiansen (1997)
- Joachim Fuchsberger (1984)

### Tyrkiet
- Ferhan og Ferzan Önder
- Türkan Şoray
- Kıvanç Tatlıtuğ
- Nilüfer Yumlu

### Ukraine
- Ruslana Lyzhichko

### USA
- Clay Aiken
- India Arie
- Angela Bassett
- Katie Couric
- Jane Curtin
- Laurence Fishburne
- Sarah Hughes
- James Kiberd
- Annette Roque Lauer
- Téa Leoni
- Lucy Liu (2004)
- Alyssa Milano (2003)
- Sarah Jessica Parker
- Isabella Rossellini
- Marcus Samuelsson
- Summer Sanders
- Claudia Schiffer
- Liv Tyler (2003)
- Courtney B. Vance
- Selena Gomez (Yngste nogensinde)
- Halima Aden (2018)

### Ungarn
- Judit Halász (2003)
- Gábor Presser (2003)

### Uruguay
- Diego Forlán
- Enzo Francescoli

### Vietnam
- Le Huynh Duc

## Reference
- Valgte Ambassadørere (nuværende og tidligere)
- Tidligere ambassadørere Arkiveret 28. maj 2006 hos  Wayback Machine

## Eksterne links
- UNICEF Goodwill ambassadors
- UNICEF.org